# Evol (groupe)
Pour les articles homonymes, voir Evol.
Evol est un groupe de black metal atmosphérique italien, originaire de Padoue, en Vénétie. Le groupe publie son premier album studio, The Saga of the Horned King en 1995. Le groupe apparaît pour la toute dernière fois en 2001 sur la compilation Dies Irae avant de disparaître.

## Biographie
Evol est formé en 1993 à Padoue, en Vénétie, sous le label français Adipocere Records. Après l'enregistrement de deux démos — The Tale of the Horned King en 1993, et The Dark Dreamquest Part I en 1994 — le groupe publie son premier album studio, The Saga of the Horned King en 1995,. En parallèle, les membres du groupe forment un projet parallèle appelé Death Dies.
Le 17 février 1998, Evol publie un EP intitulé Ancient Abbey. Leur album studio, Portraits, est publié en 1999 au label Adipocere Records. Le groupe apparaît pour la toute dernière fois en 2001 sur la compilation Dies Irae avant de disparaître. À partir de ce moment, les membres décident de continuer sous le nom de leur projet parallèle, Death Dies,.

## Derniers membres
- Giordano Bruno – chant, synthétiseur, paroles[3]
- Suspiria – chant féminin[3]
- Samael Von Martin – guitare (Abhor (Ita), Satanel, Death Dies)[3]
- T-Rex – basse[3]
- Demian de Saba – percussions[3]

## Discographie

### Albums studio
- 1995 : The Saga of the Horned King
- 1996 : Dreamquest
- 1999 : Portraits

### Compilation
- 2001 : Dies Irae

### EP
- 1998 : Ancient Abbey

### Démos
- 1993 : The Tale of the Horned King
- 1994 : The Dark Dreamquest Part I

### Single
- 2000 : Tower of the Necromancer